# 科尔尼勒站
科尔尼勒站，是法国的一个铁路车站，位于法国19省的科尔尼勒。

## 位置
科尔尼勒站距离科尔尼勒市镇中心东北大约1公里，车站位于库特拉－蒂勒铁路165.408公里处，距离布里夫拉盖亚尔德站大约18公里。站址位于科雷兹河河谷左岸，大致呈东西走向，原有站房位于铁路线北侧，工厂巷（Chemin d'Usine）是连接车站站房的唯一通道。省道D1线则经过车站南侧，并有人行步道连接车站南侧的站台。

## 设施
科尔尼勒站是一个无人看守的乘降所，原有站房已废弃。该站无任何售票设施，在该站上车的乘客需主动购票或使用通勤卡。此外，科尔尼勒站内没有人行天桥或地下通道，前往对向站台需横穿铁路正线，因此该站存在一定的安全隐患。

## 停靠线路
以下列车线路在科尔尼勒站停靠：
| 科尔尼勒站列车线路表 |      |                 |        |              |
| 线路                 | 车种 | 上一站          | 下一站 | 大致运行频率 |
| 布里夫—蒂勒/于塞勒   | TER  | 欧巴津-圣伊莱尔 | 蒂勒   | 每天9~14趟   |
| 1.                   |      |                 |        |              |

## 配套交通

### 长途客车
科尔尼勒站附近没有固定的省内城际客运线路。每周一至五晚上，SNCF会开行一班途径本站的往返于布里夫和蒂勒之间的大巴车，其车票可与SNCF的同线路车票通用，上下车地点位于车站南侧的省道D1公路上。此外，当沿线铁路线施工或罢工时，SNCF可能也会增开途径沿途站点的大巴车。

### 市内交通
科尔尼勒站附近暂无城市公共交通线路。

### 社会车辆
科尔尼勒站门口可停靠少量小型机动车。

## 临近车站
| 科尔尼勒站（Gare de Cornil）   |                  |              |
| 上行车站                       | 线路             | 下行车站     |
| 欧巴津-圣伊莱尔站 7.4km ←      | 库特拉－蒂勒铁路 | 蒂勒站 → 8km |
| - 本表仅显示运营中的线路及车站 |                  |              |